# The Land Unknown
The Land Unknown este un film SF american din 1957 regizat de Virgil W. Vogel. În rolurile principale joacă actorii Jock Mahoney și Shirley Patterson .

## Actori
- Jock Mahoney (Cmndr. Harold 'Hal' Roberts)
- Shirley Patterson (Margaret 'Maggie' Hathaway) (as Shawn Smith)
- William Reynolds (Lt. Jack Carmen)
- Henry Brandon (Dr. Carl Hunter)
- Douglas Kennedy (Capt. Burnham)
- Phil Harvey (Machinist's Mate Steve Miller)
- Tim Smyth (Tyrannosaurus Rex)[1]